# 알렉산더 케이
알렉산더 힐 케이(Alexander Hill Key, 1904년 9월 21일 ~ 1979년 7월 25일)는 미국의 SF 작가로 주로 청소년을 대상으로 하는 책을 썼다.
그의 소설 <마녀의 산 Escape to Witch Mountain>은 1972년과 1995년에 영화로 만들어졌다. TV 방영용 일본 애니메이션인 미래소년 코난은 그의 소설 <살아남은 사람들 멸망의 파도; The Incredible Tide>을 원작으로 했다.